# Husaren

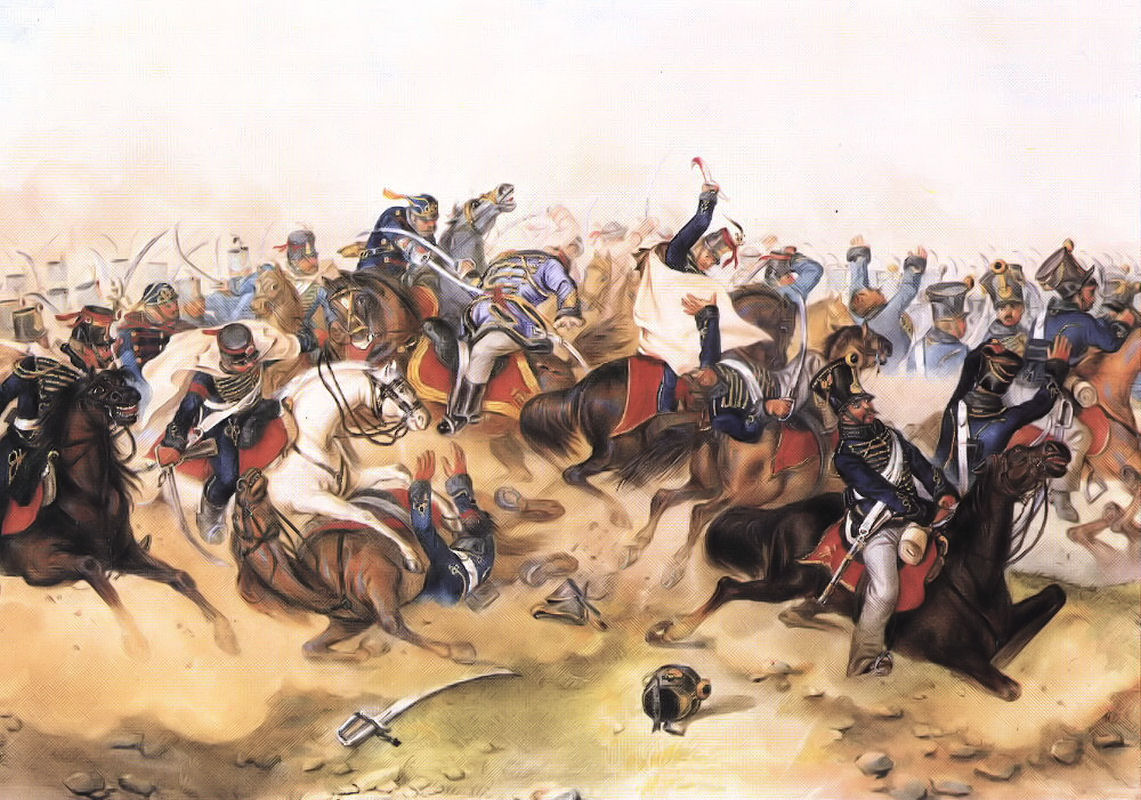
Husaren der Honvéd-Armee und des kaiserlich-österreichischen Heeres in der Schlacht bei Tápióbicske (4. April 1849) im Ungarischen Unabhängigkeitskrieg

Husaren sind eine Truppengattung der leichten Kavallerie. Ihre Ursprünge liegen vor allem in Ungarn, Kroatien, Rumänien und Serbien. Eine Besonderheit bildeten im 18. Jahrhundert die Kammerhusaren, die mancherorts als persönliche Diener eines Fürsten (beispielsweise Friedrichs des Großen) zu dessen sogenannter Kammer gehörten.
Charakteristisch für das Erscheinungsbild der Husaren sind eine mit Verschnürungen auf der Brust besetzte Uniformjacke (Dolman bzw. Attila) und eine ähnliche, mit Pelz besetzte Überjacke (Pelisse, Mente oder einfach Pelz).

## Etymologie
Die Etymologie des Wortes Husar ist nicht eindeutig geklärt. Man nimmt an, dass der Begriff auf das lateinische Wort cursor zurückgeht, das „Eilbote“, „Wettläufer“ im Stadion oder „Vorläufer“ vor einem Wagen bedeutet. In Südosteuropa im 14. Jahrhundert zu gusar, husar transformiert, bezeichnete das Wort damals einen berittenen Räuber oder Piraten. Ebenso könnte der Begriff „Husar“ auf das italienische Corsaro (Korsar, Seeräuber, Streifzügler) zurückgehen.
Eine andere mögliche Erklärung wäre das ungarische Zahlwort húsz (20); der Name bezöge sich dann auf Rekrutierungsmodalitäten der alten ungarischen Reiterei: 20 Häuser hatten je einen bewaffneten Reiter zu stellen. Später wurde so die gesamte ungarische Reiterei (huszár) bezeichnet.

## Ursprünge

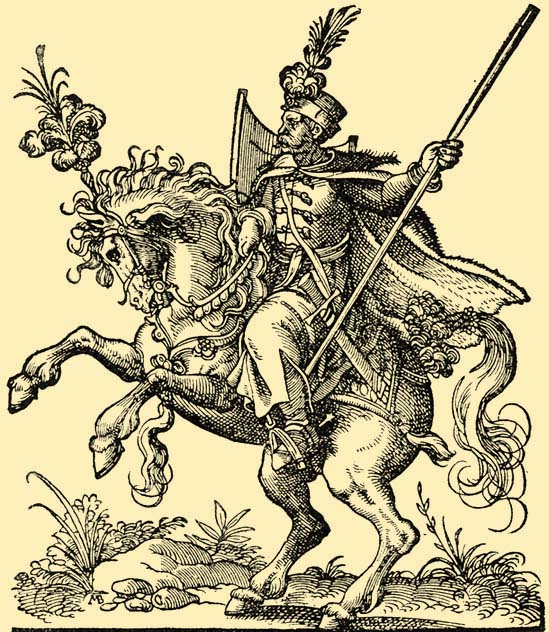
Ungarischer Husar im 16. Jahrhundert; Holzschnitt von Jost Amman

Nach der Niederlage in der Schlacht von Nikopolis traten vermutlich Teile der vom osmanischen Heer besiegten bosnischen Streitkräfte in ungarische Dienste. Ausgerüstet mit Lanze, Schild und Säbel kämpften sie als leichte Kavallerie.
Um 1454 bediente sich der serbische Heerführer Nikola Skobaljić bei Leskovac einer Guerilla-Taktik zu Pferde (schnelle Überfälle und Rückzug), ohne Rüstungen oder nur leicht gepanzert und mit der Lanze als Hauptwaffe, um letztendlich erfolglosen Widerstand gegen die anrückenden Osmanen zu leisten. Unklar ist, ob diese Taktik „eigenständig“ entwickelt oder von den Osmanen oder Tataren, etwa den damals in Ungarn angesiedelten Kumanen (z. B. befand sich das sogenannte Kumanien gleich nördlich der ungarischen Lehen des serbischen Despoten Đurađ Branković), übernommen wurde. Die Osmanen wiederum pflegten mit leichter und damit schneller Reiterei regelmäßige Überfälle in benachbarte Grenzgebiete. Um auf diese schnellen Überfälle rechtzeitig reagieren zu können, mussten Länder wie Serbien oder die Walachei ihrerseits leichte Reitertruppen aufstellen. Die Kavallerie von Vlad III. Drăculea bestand überwiegend aus solchen Reitertruppen, bewaffnet mit Lanzen, Schwertern, Dolchen und wenn möglich Kettenhemden.

### Ungarische Streifscharen
Erstmals schriftlich erwähnt sind die „hussarones“ 1481 in einem auf Latein abgefassten Brief des Ungarnkönigs Matthias Corvinus. Unter seiner Regierung hatten sich die Husaren bereits zu schwer gepanzerten Reitern entwickelt. Sie trugen Helme im türkischen Stil (Zischäggen), Brust- und Armpanzer, mit Eisenblech beschlagene Schilde (bezeichnet als „Tartschen“), schwere Säbel (Sarrass genannt), Streitkolben und Lanzen. Am Sattel mitgeführt wurde außerdem ein Panzerbrecher (hegyestőr, „Pikenschwert“). Für den wahrscheinlichen Fall, dass die Lanze beim ersten Ansturm brach, wurde dieses etwa 150 Zentimeter lange (Klingenlänge), drei- oder vierkantige Schwert auf den Oberschenkel gesetzt und als Stoßwaffe benutzt.
Am Dreißigjährigen Krieg nahmen Kroatische Reiter im Rahmen des kaiserlichen Heeres der Habsburger teil, hauptsächlich wie Husaren ausgerüstet. Ihre große Anzahl (zwischen 12.000 und 30.000 Reiter) zog derart viel Aufmerksamkeit an, dass auch polnische und ungarische Husaren fälschlicherweise als kroatische Husaren bezeichnet wurden.
Über das Sozialprestige des Husaren schreibt der ungarische Schriftsteller Mór Jókai (1825–1904) in seinem Monarchie-Buch: „Der quartiermachende Korporal gerät in Streit mit dem Richter, der sich für den ersten im Dorfe hält. «Laßt Euch eines sagen! Der erste auf der Welt, das ist der Herrgott. Dann kommt der König. Dann der Husar, dann das Pferd des Husaren, dann das Hufeisen vom Pferd des Husaren. Dann kommt lange nichts. Und dann kommt ein Paar zerrissener, kotiger Stiefel. Und dann erst kommt Ihr, Richter, in Euren Stiefeln.»“

### Polnische Flügelhusaren (Husaria)

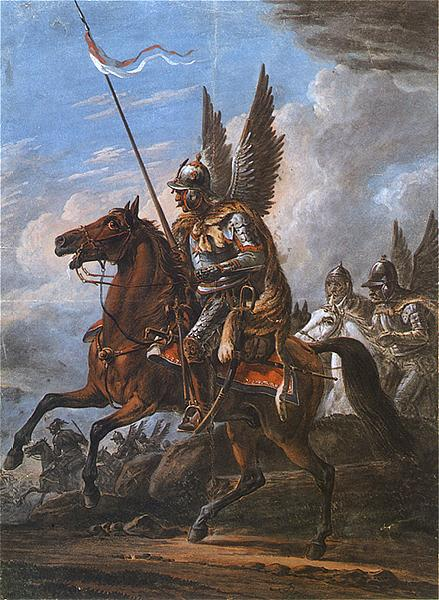
Polnischer Flügelhusar (Atak husarii von Aleksander Orłowski)

Unter ungarischem Einfluss fanden die Husaren zunächst als leichte Kavallerie Eingang in das Heer Polen-Litauens. Der Wandel zur schweren Reiterei, die das mittelalterliche Ritteraufgebot ersetzte, fand Ende des 16. Jahrhunderts unter König Stefan Batory seinen vorläufigen Abschluss. Die gepanzerten polnischen Flügelhusaren (Hussaria) trugen Brustpanzer, Armschienen und kniehohe Lederstiefel. Der Name geht auf die zwei am Sattel befestigten großen Flügelstangen zurück, die bis zu einem Meter über dem Kopf aufragten. Sie sollten die galoppierenden Husaren durch ihr Rauschen und Aussehen besonders furchteinflößend erscheinen lassen. Außerdem schützten sie den Rücken vor Säbelhieben und wehrten die von den Tataren verwendeten Fanglassos ab. Mit der Lanze als Hauptwaffe ausgerüstet, trugen die Flügelhusaren ihre Attacken in geschlossener Formation vor. Neben dieser schweren Schlachtenkavallerie hielten sich, in Ungarn wie in Polen, leicht bewaffnete Husaren als Aufklärungstruppe. Deren Taktik und Ausrüstung wurden seit Beginn des 17. Jahrhunderts europaweit kopiert.
Die Husaren waren in Fähnlein (polnisch Chorągwie) von 210 Reitern eingeteilt. Die Aufstellung erfolgte überwiegend dreigliedrig, wobei das erste Glied von den Adligen (Towarzysz) und das zweite Glied von ihren Knappen (Pachołek), die ebenfalls aus dem niedrigen Adel stammten, besetzt war. Jede Einheit wurde von einem Rittmeister (Rotmistrz) im Range eines Obersts und seinem Stellvertreter (Porucznik) geführt. Weiter hatte jede Einheit eine Chorągiew-Fahne, zwei Pauker und zwei Trompeter. Nur der König führte einen Rossschweif, gekrönt von einem Falkenflügel. Hochadlige Anführer durften als Auszeichnung einen Rossschweif ohne Falkenflügel führen.

## Die Husaren der Neuzeit

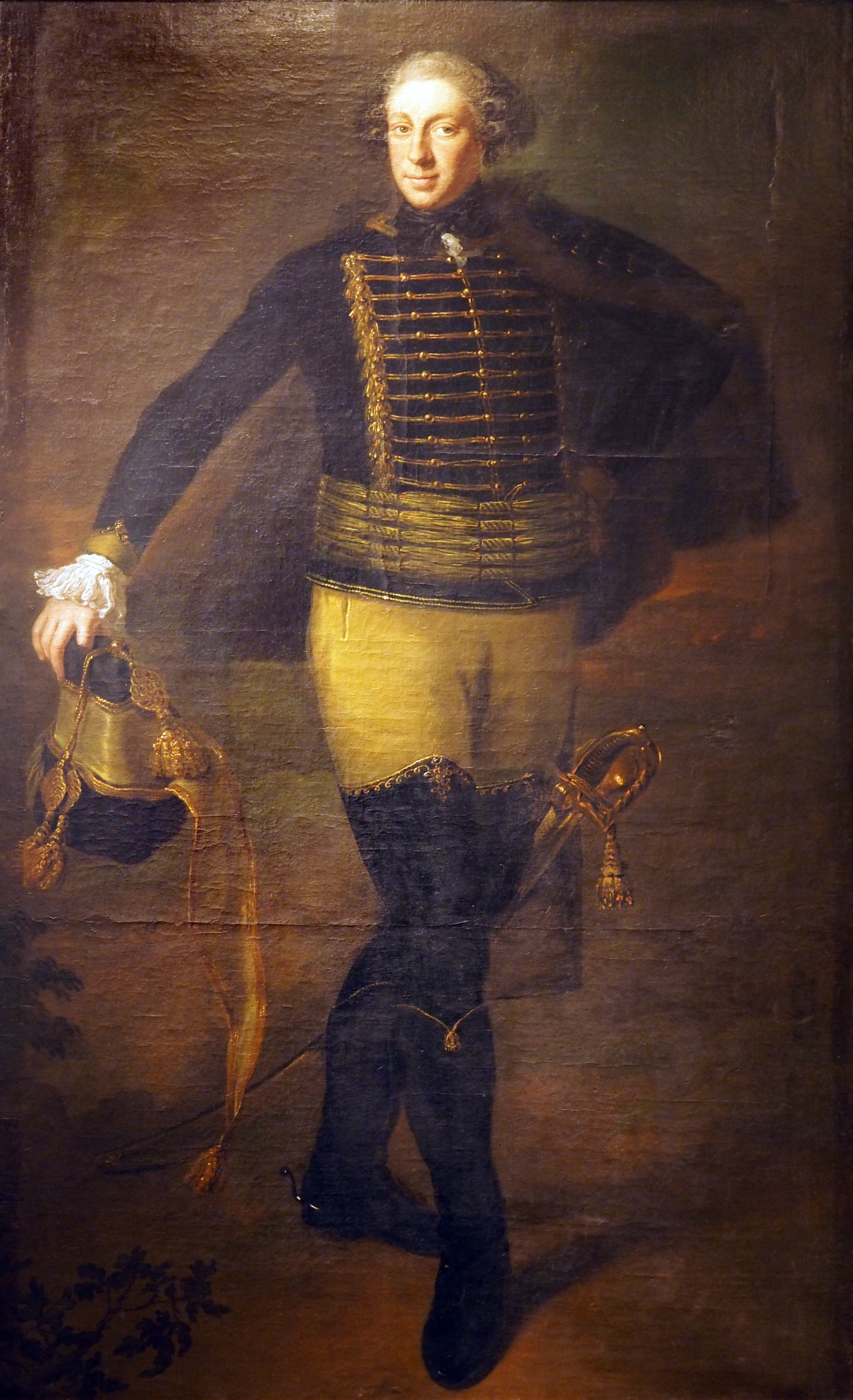
Malte Friedrich Graf zu Putbus, in der Uniform eines Obersten des königlich-schwedischen Husarenregiments (etwa 1750), von Anna Rosina de Gasc

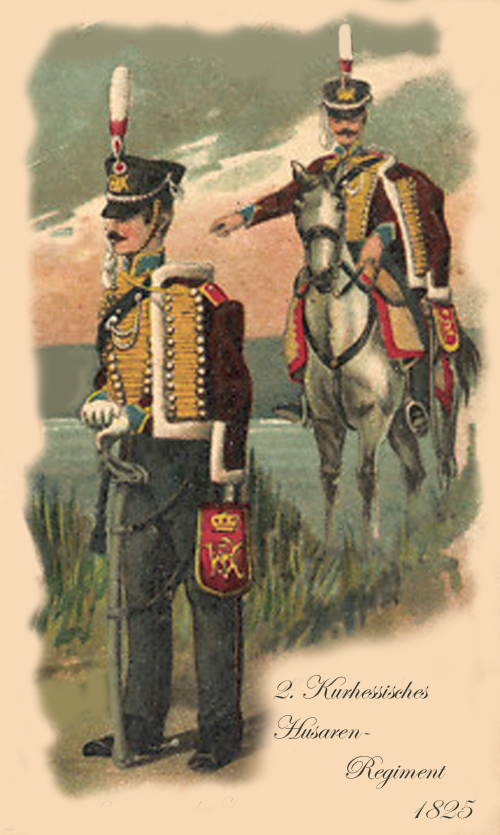
Kurhessische Husaren um 1825

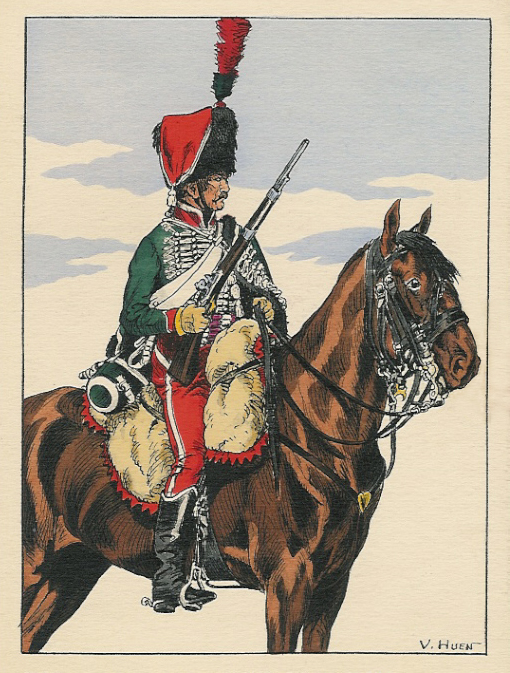
Französischer Husar vom 8. Regiment, 1804

Den anfangs unter ungarisch-kroatischen Söldnern rekrutierten Husaren blieb die Anerkennung als vollwertige Soldaten lange verwehrt. Schlechter besoldet und von der Generalität misstrauisch beäugt, emanzipierte sich diese exotische Truppe zunächst nur zögerlich. Erst zur Mitte des 18. Jahrhunderts hin mussten in Gefangenschaft geratene Husaren nicht mehr fürchten, als irreguläre Kämpfer vom Kriegsgegner getötet zu werden. Hauptaufgabe dieser mit wendigen kleinen Pferden ausgerüsteten Reiter waren der Aufklärungs- und Vorpostendienst sowie die Störung der feindlichen Versorgungslinien im Rahmen des „Kleinen Krieges“. Vor dem Aufkommen einer Militärpolizei übernahmen sie z. B. in Preußen deren Aufgaben wie das Einfangen von Deserteuren. Dagegen wurden sie anfangs in geschlossener Formation in der Schlacht kaum eingesetzt. Auch administrativ wurden die Husaren in den meisten Staaten erst ab dem späten 18. Jahrhundert der Kavallerie zugerechnet, im Verlauf des 19. Jahrhunderts verwischten sich die Grenzen der nominell unterschiedlichen Kavalleriegattungen.
Die ersten regulären Husarenregimenter wurden in Westeuropa im späten 17. und im 18. Jahrhundert nach ungarischem Vorbild aufgestellt. Bayern stellte ein erstes Regiment 1688 auf, das zweite folgte um ca. 1700. Frankreich begann ab 1692 mit der Aufstellung mehrerer Regimenter, rekrutierte die Husaren dabei zunächst aus Ungarn und Deutschland, später auch aus deutschsprachigen Grenzregionen Frankreichs. Preußen zog 1721 nach, auch Schweden und Dänemark verfügten ab 1756 bzw. 1764 über Husaren. Während der Koalitionskriege erhielten mehrere britische Regimenter leichter Dragoner sukzessive Uniformelemente der Husaren, nahmen die Bezeichnung als solche jedoch erst 1806/07 an (anfänglich nur als Zusatz, der Namensbestandteil (light) Dragoons fiel erst 1861 weg).
Typisch wurde die aus der ungarischen Nationaltracht entwickelte Uniform: Flügel- bzw. Pelzmütze (Kolpak) oder später auch Tschako, eng anliegende Hosen und verschnürte Jacken (anfänglich der kurze Dolman, ab Mitte des 19. Jahrhunderts der waffenrockartige Attila) sowie pelzbesetzte Überjacken (Mente), die im Sommer über die Schulter gehängt getragen wurden. Nicht nur die Abzeichenfarbe von Ärmelaufschlägen und Kragen, sondern auch die Grundfarbe der Uniform selbst (auch der Beinkleider) war in den meisten Ländern regimentsweise unterschiedlich, wobei sich letztlich auch hier der Trend zur Vereinheitlichung zeigte. So wählte man in Großbritannien von Anfang an das dunkle Blau der dortigen leichten Kavallerie, in Ungarn hell- bzw. dunkelblau und selbst in Frankreich, das traditionell neben Preußen die bunteste Husarentruppe besaß, erhielten die Husaren wie das Gros der Kavallerie hellblaue Oberkleider und rote Hosen. Die Bewaffnung bestand aus einem Säbel, ein bis zwei Pistolen und einem kurzläufigen Karabiner. In dieser Form kämpften Husareneinheiten bis zum Ersten Weltkrieg.

### Husaren in Preußen

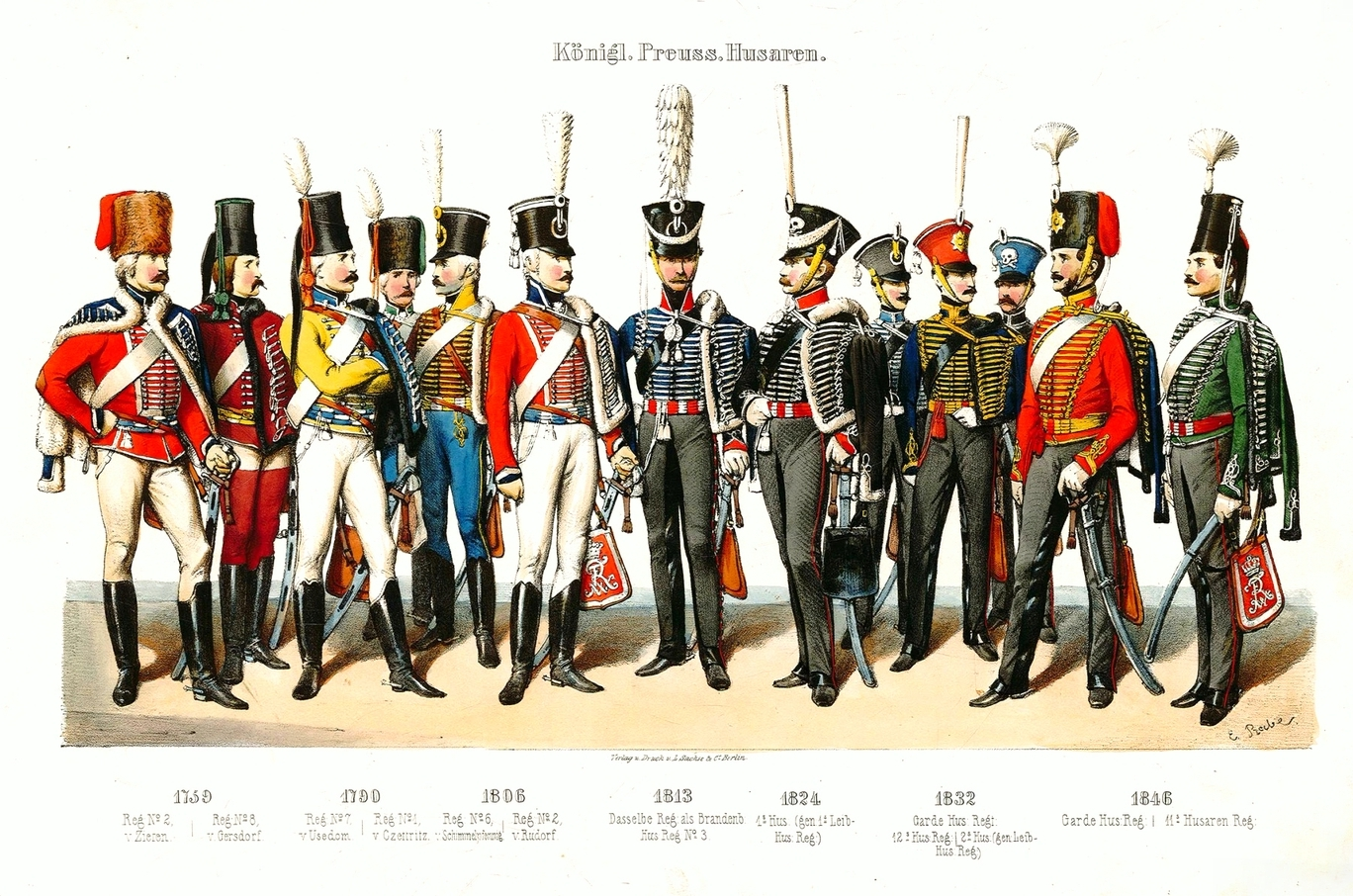
Preußische Husaren von 1759 bis 1846

Nach den Schlesischen Kriegen, in denen sich vor allem die ungarische leichte Reiterei (im Dienst der österreichischen Armee) mehrfach ausgezeichnet hatte, wurden die Husaren international „hoffähig“. Ab der zweiten Hälfte des 18. Jahrhunderts wurden Husarenformationen in nahezu allen europäischen Armeen aufgestellt. In Preußen wurde zuerst 1721 ein schwaches Husarenregiment errichtet, zunächst mit polnischen Reitern. Später war man bestrebt, geborene Ungarn mit ihren landestypisch wendigen Pferden für den Kriegsdienst im preußischen Heer zu gewinnen.
Zur Zeit des Regierungsantritts Friedrichs des Großen gab es zwei kleine Regimenter Husaren, die aber nicht sehr geachtet waren. In einem Tagesbefehl des Königs nach der Schlacht bei Mollwitz heißt es:
„Weiber, Husaren und Packknechte, die beim Plündern ertappt werden, sollen sofort gehenkt werden.“
In der Folgezeit versuchte die preußische Armee, die Husaren als eine mustergültige leichte Kavallerie auszubauen. Sie brachte tatsächlich eine Reihe hervorragender Kommandeure hervor wie Zieten, Belling, Puttkamer, Natzmer, Székely und Kleist. Am Ende der Regierungszeit Friedrichs II. waren es zehn Husarenregimenter zu zehn Eskadrons; jedes Regiment war in zwei Bataillone aufgeteilt.
Im Anschluss an die verheerende Niederlage gegen Napoleon von 1806 wurde die preußische Armee grundlegend umgestaltet. Die Husaren hörten auf, eine Spezialwaffe zu sein, da man von jeder Kavallerieeinheit die gleichen Leistungen verlangte. Auch in der Organisation unterschieden sich die Husaren nicht mehr von der anderen Kavallerie.

### Deutsches Reich

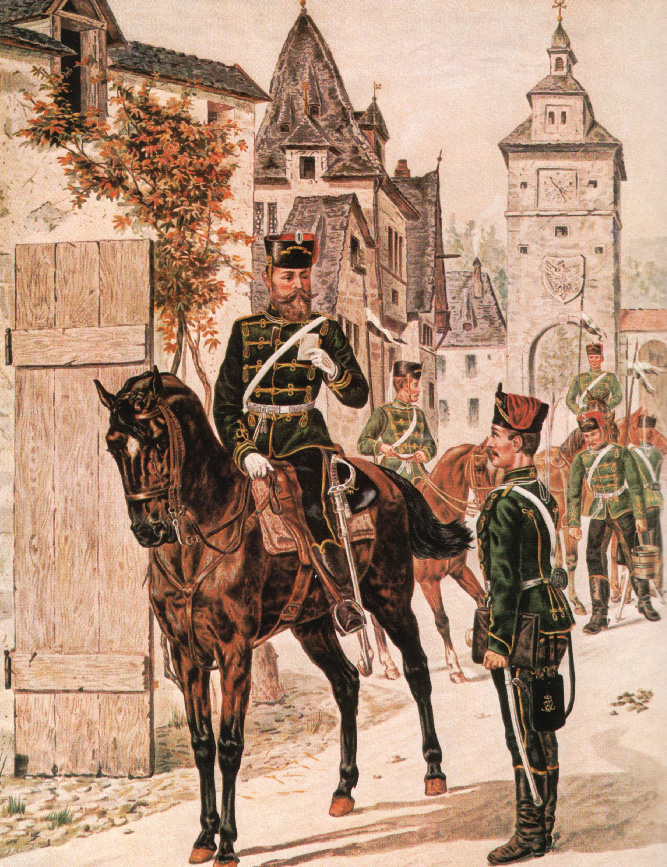
Wachtmeister (zu Pferd) und Husar vom preußischen Husaren-Regiment Nr. 10 (1891)

Beim Kriegsbeginn 1914 verfügte das deutsche Heer über 21 Husarenregimenter; 17 preußische, ein braunschweigisches und drei sächsische. Das Leib-Garde-Husarenregiment in Potsdam gehörte zum Gardekorps (4. Garde-Kavallerie-Brigade der Garde-Kavallerie-Division Berlin) und fiel daher aus der Nummerierung der Regimenter Nrn. 1–20 heraus. Die Bayerische Armee hatte, ebenso wie die Württembergische Armee, keine Husaren. Das letzte Regiment wurde 1910 in Bautzen aufgestellt (3. Königlich Sächsisches Husaren-Regiment Nr. 20) und besaß als Novum von Anfang an eine feldgraue Uniform. Während die Hosen der Husarenuniformen in der Regel schwarzblau waren, verfügten die beiden ersten sächsischen Regimenter über kornblumenblaue Hosen, der Farbe ihres Attila.
Bei der generellen Einführung der feldgrauen Uniform 1910 für den Kriegsfall blieb der typische Schnitt der Husarenuniform bestehen. Um die Gestaltung der Felduniform für die Husaren war lange gerungen worden, und erst ein Jahr später als für die übrige Kavallerie, im November 1909, hatte der Kaiser die Uniform genehmigt und die Einführung befohlen. Sachsen folgte im Dezember 1909.
Während des Ersten Weltkriegs wurden die meisten Husarenregimenter wegen der sehr beschränkten Verwendungsmöglichkeit für Reiter im Stellungskrieg eskadronsweise als Divisionskavallerie verteilt und wie die Dragoner oftmals als Feldpolizei oder Besatzungstruppe (so in Rumänien) eingesetzt. Sie dienten auch als Verstärkung z. B. der Gendarmerie innerhalb des Reichs selbst; so z. B. ein Zug der 13er Husaren aus Diedenhofen, der ca. 1917 im Amt Cloppenburg im Großherzogtum Oldenburg zur Verhinderung des Schleichhandels („Hamstern“) eingesetzt wurde. Manche Eskadrons dienten auch als Divisions-Aufklärungs- und Beobachtungseinheiten.
Wie auch die Dragoner waren sie mit dem Kavalleriedegen M89, mit gerader Schörklinge (eingeführt 1890), und dem Karabiner 98a ausgerüstet. Die sächsischen Husaren hatten im Gegensatz dazu den sächsischen Kavalleriesäbel 92.
| Regimenter 1914                                                                                          | Attila         | Kolpak         | Standort     |
| --- | -------------- | -------------- | ------------ |
| Leib-Garde-Husaren-Regiment                                                                              | rot            | rot            | Potsdam      |
| 1. Leib-Husaren-Regiment Nr. 1                                                                           | schwarz        | rot            | Danzig       |
| 2. Leib-Husaren-Regiment „Königin Viktoria von Preußen“ Nr. 2                                            | schwarz        | weiß           | Danzig       |
| Husaren-Regiment „von Zieten“ (Brandenburgisches) Nr. 3                                                  | rot            | rot            | Rathenow     |
| Husaren-Regiment „von Schill“ (1. Schlesisches) Nr. 4                                                    | braun          | goldgelb       | Ohlau        |
| Husaren-Regiment „Fürst Blücher von Wahlstatt“ (Pommersches) Nr. 5                                       | krapprot       | krapprot       | Stolp        |
| Husaren-Regiment „Graf Goetzen“ (2. Schlesisches) Nr. 6                                                  | dunkelgrün     | rot            | Leobschütz   |
| Husaren-Regiment „König Wilhelm I.“ (1. Rheinisches) Nr. 7                                               | russisch-blau  | rot            | Bonn         |
| Husaren-Regiment „Kaiser Nikolaus II. von Russland“ (1. Westfälisches) Nr. 8                             | dunkelblau     | hellblau       | Paderborn    |
| 2. Rheinisches Husaren-Regiment Nr. 9                                                                    | kornblumenblau | kornblumenblau | Straßburg    |
| Magdeburgisches Husaren-Regiment Nr. 10                                                                  | dunkelgrün     | pompadour-rot  | Stendal      |
| 2. Westfälisches Husaren-Regiment Nr. 11                                                                 | dunkelgrün     | rot            | Krefeld      |
| Thüringisches Husaren-Regiment Nr. 12                                                                    | kornblumenblau | weiß           | Torgau       |
| Husaren-Regiment „König Humbert von Italien“ (1. Kurhessisches) Nr. 13                                   | kornblumenblau | rot            | Diedenhofen  |
| Husaren-Regiment „Landgraf Friedrich II. von Hessen-Homburg“ (2. Kurhessisches) Nr. 14                   | dunkelblau     | rot            | Kassel       |
| Husaren-Regiment „Königin Wilhelmina der Niederlande“ (Hannoversches) Nr. 15                             | kornblumenblau | zitronengelb   | Wandsbek     |
| Husaren-Regiment „Kaiser Franz Josef von Österreich, König von Ungarn“ (Schleswig-Holsteinisches) Nr. 16 | dunkelblau     | zitronengelb   | Schleswig    |
| Braunschweigisches Husaren-Regiment Nr. 17                                                               | schwarz        | rot            | Braunschweig |
| 1. Königlich Sächsisches Husaren-Regiment „König Albert“ Nr. 18                                          | kornblumenblau | rot            | Großenhain   |
| 2. Königlich Sächsisches Husaren-Regiment Nr. 19                                                         | kornblumenblau | purpurrot      | Grimma       |
| 3. Königlich Sächsisches Husaren-Regiment Nr. 20                                                         | feldgrau       | hellblau       | Bautzen      |

Nach Ende des Ersten Weltkrieges verfügte die Reichswehr nur noch über eine Einheitskavallerie von 18 Regimentern. In der Regel hatte jede Eskadron die Tradition eines Regiments der alten Armee.
Beim Aufbau der Wehrmacht passte das Heer als Spiegelbild föderalistischer Vielfalt oder als Träger konkreter Traditionen nicht in die nur diffus historisierende NS-Ideologie vom Aufgehen aller in einer amorphen Volksgemeinschaft: Die letzten landsmannschaftlichen Truppenbezeichnungen wurden daher abgeschafft, bei der massiven Aufstellung neuer Truppenteile verzichtete man auf die Zuweisung von Traditionen der Alten Armee.
Aufgrund der Brüche in der deutschen Militärgeschichte wurde durch den Traditionserlass der Bundeswehr die Zuweisung konkreter Verbandstraditionen untersagt. Ihre Panzeraufklärer pflegen das Andenken der ganzen deutschen Kavallerie.

### Polizei-Husaren
Eine der ersten deutschen Polizeitruppen war die 1751 durch Kurfürst Clemens August von Bayern für das gesamte Erzstift Köln geschaffene Husarenkompanie als berittene Gendarmerie, die den Landständen unterstand. Nach Auflösung ihrer ursprünglichen Standorte in Hersel und Hülchrath war sie seit 1754 im Lechenicher Husarenquartier stationiert.
Von 1763 bis 1804 bestand das Landgräflich Hessische Husarenkorps, Vorläufer des Großherzoglich Hessischen Gendarmeriekorps. Es war zwar militärisch organisiert, unterstand jedoch der landgräflichen Regierung und nicht dem Militärkolleg. Die Uniformierung war bis 1769 hellgrün, dann hellblau. Ab 1795 waren Dolman und Mütze weiß.
Eine Besonderheit im Deutschen Reich waren die Polizei-Husaren in Mecklenburg-Strelitz. Die Districts-Husaren waren 1798 als militärische Truppe gegründet worden, versahen aber ausschließlich den Dienst einer berittenen Gendarmerie. Ihre an die Zieten-Husaren angelehnte Uniform wurde erst 1905 durch eine Uniform nach dem Muster der Königlich Preußischen Gendarmerie ersetzt.

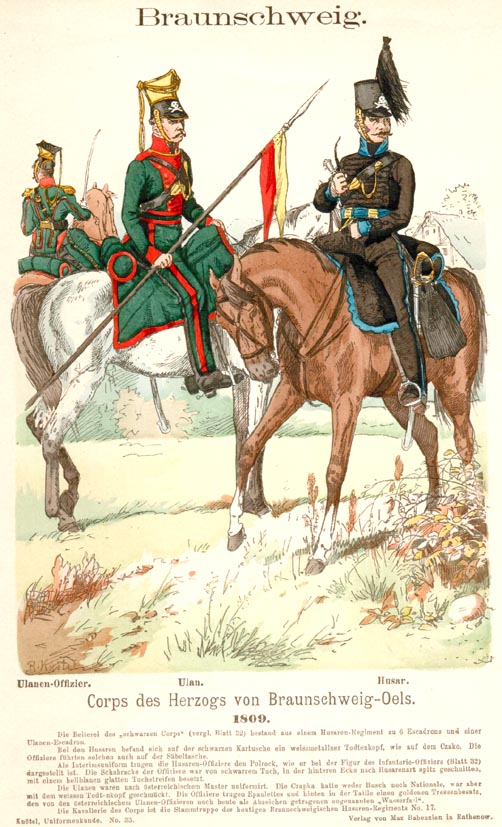
Knötel I, 33

Das Husarenregiment im Herzogtum Braunschweig (später Nr. 17, so.) wurde nach Waterloo aufgelöst, lediglich 17 Polizeihusaren verblieben. 1816 vermehrte man diese wieder auf eine Eskadronen mit rund 100 Mann. Erst mit der Wiedererrichtung als Regiment 1825 verloren sie ihren Charakter als Polizeitruppe. Die Uniform entsprach unverändert der der Husaren der Schwarzen Schar.
Im Großherzogtum Sachsen-Weimar-Eisenach erfüllten die Ordonnanz-Husaren gleichfalls Gendarmerieaufgaben. Die Uniformierung war der der preußischen Zieten-Husaren nachempfunden

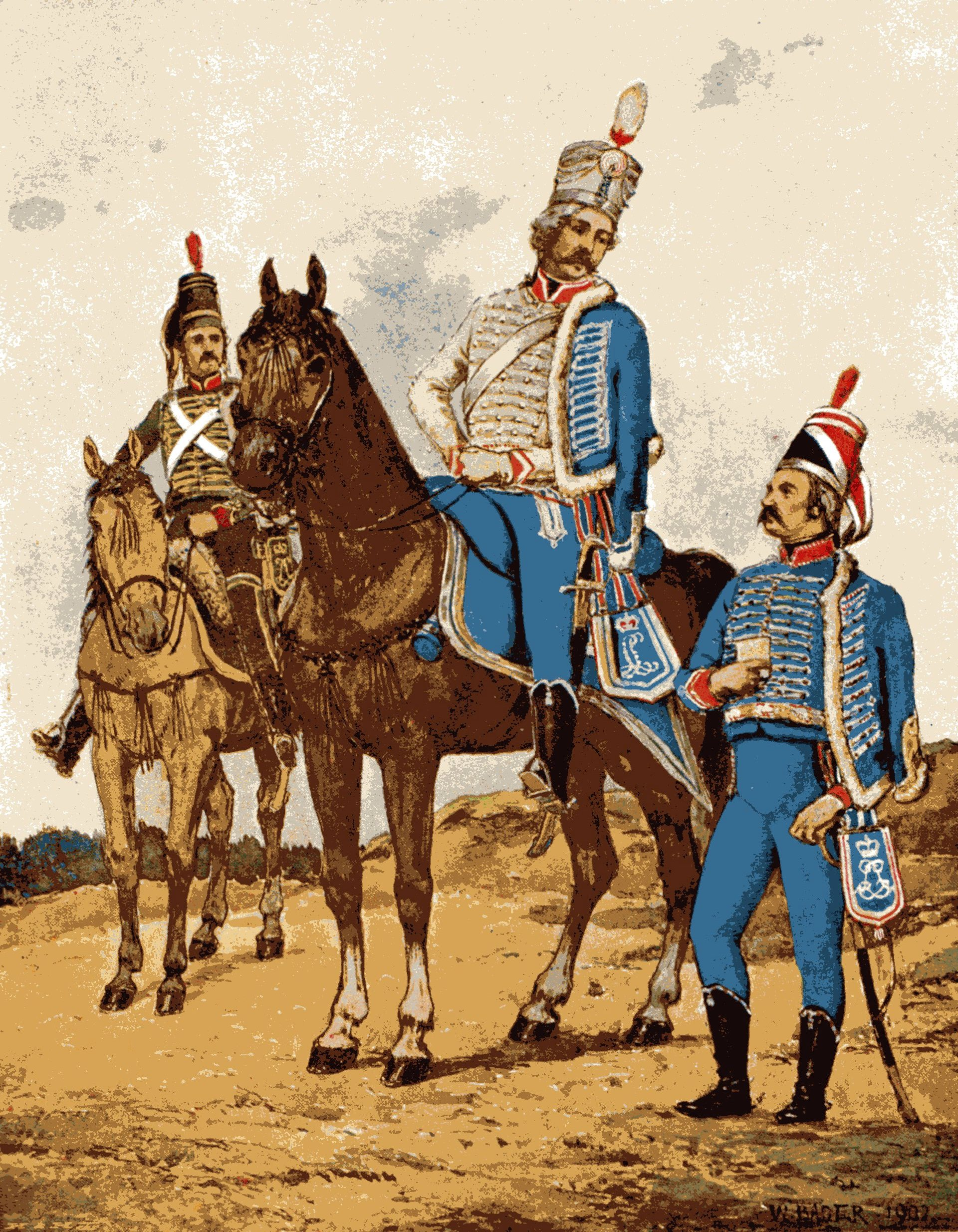
Hessische Landhusaren, Rekonstruktionsgemälde von 1902 von Wilhelm Bader (1855–1920)
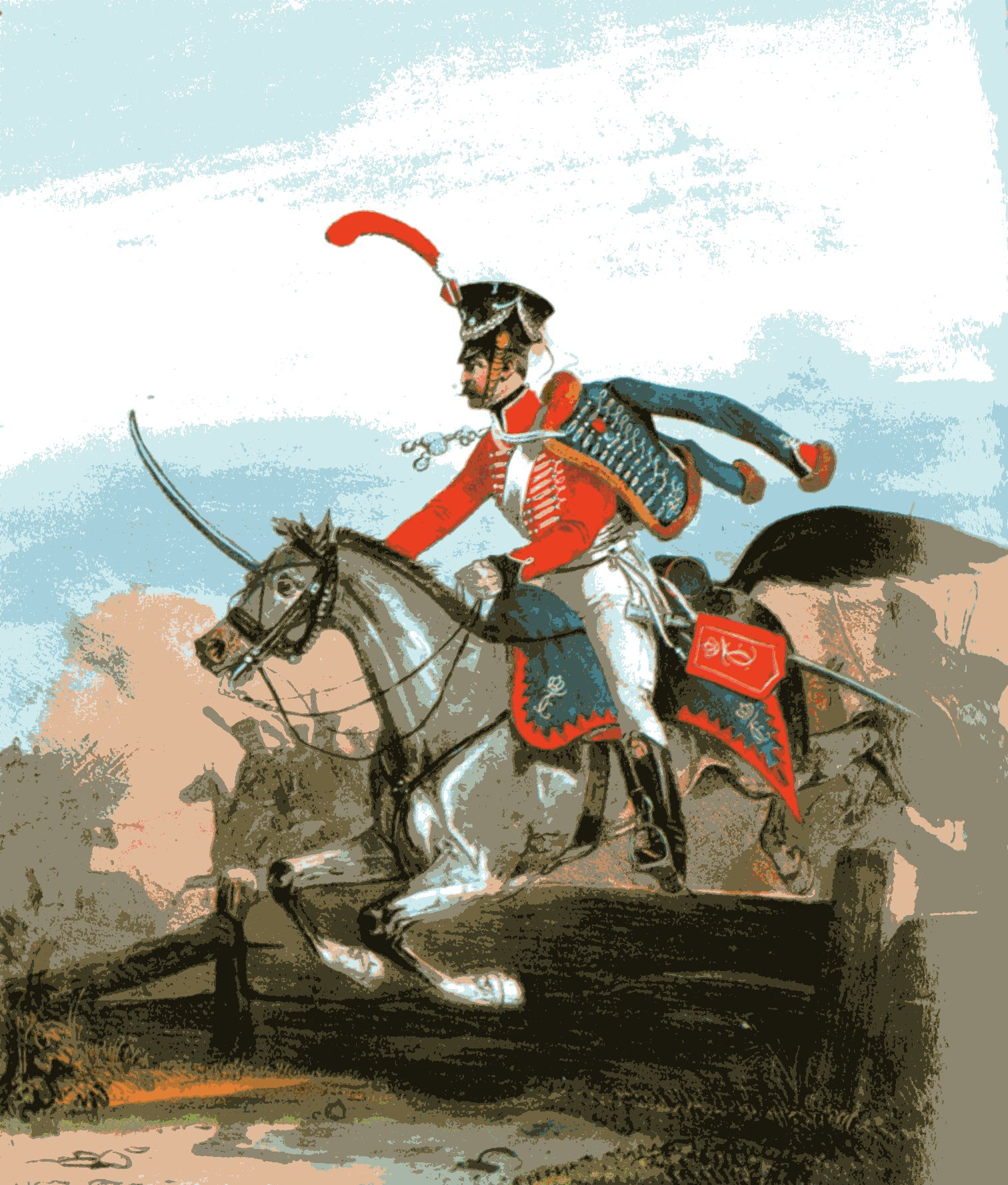
Korporal der Ordonnanz-Husaren, Sachsen-Weimar um 1840.
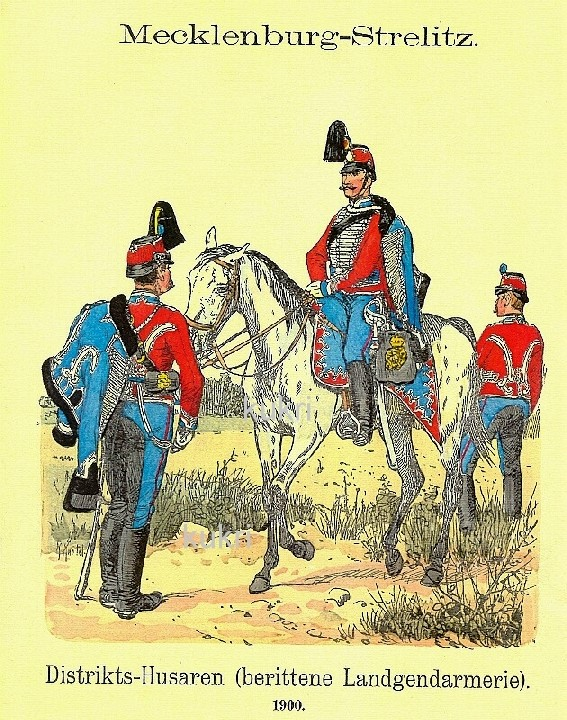
Mecklenburg-Strelitzer Districts-Husaren um 1900, Abbildung von Richard Knötel

## Husaren in modernen Streitkräften

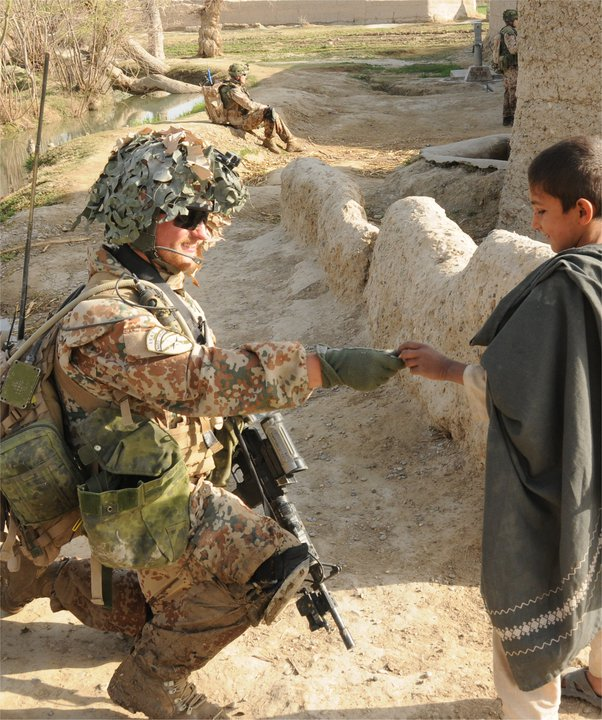
Dänischer Gardehusar beim Einsatz als Teil der International Security Assistance Force in Helmand, Afghanistan

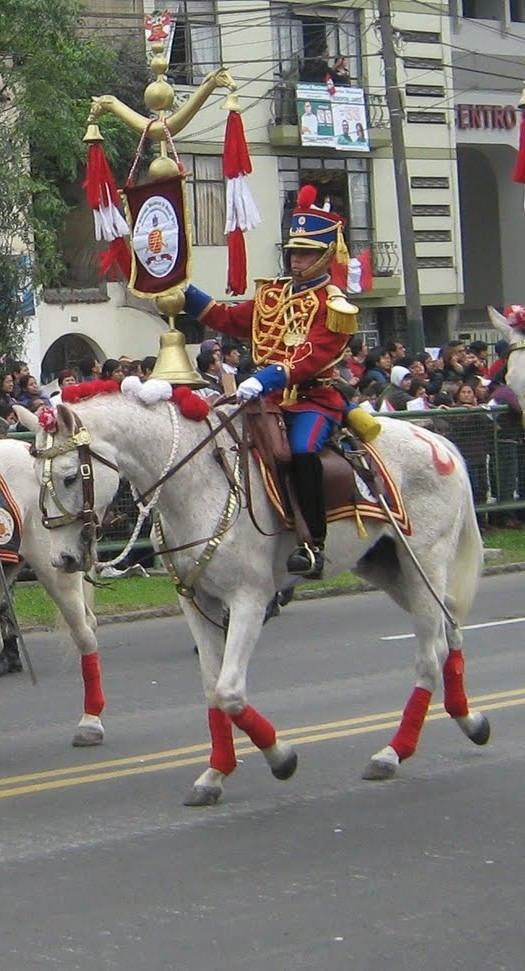
Húsares de Junín, Peru

In den Streitkräften einiger Staaten existieren bis heute Truppenteile mit der Tradition historischer Husarenregimenter. Auch wenn sie oft in den bunten Uniformen aus dem 19. Jahrhundert für zeremonielle Anlässe eingesetzt werden, ist ihr eigentlicher Auftrag als kämpfende Truppe meist der als (leicht) gepanzerte (Aufklärungs-)Verbände. In Frankreich hat das mit Radpanzern vom Typ ERC-90 Sagaie ausgestattete und zur Luftlandetruppe zählende 1. Husarenregiment nach wie vor den Rekruten-Schwur: „Du, unser gepriesener Held, der auf ungarischem Boden geboren …“.
Hier eine Auswahl heutiger Husarenregimenter:
Argentinien
Das Regimiento de Húsares del Rey wurde 1806 aufgestellt, um Buenos Aires gegen die britischen Angriffe der Jahre 1806–1807 zu verteidigen. Nach der Revolution 1810 wurde es zum Regimiento Húsares de Pueyrredón nach dem Gründer und ersten Befehlshaber Juan Martín de Pueyrredón.
Heute besteht es fort als gepanzerte Einheit RCT No 10 Húsares de Pueyrredón und benutzt die Uniform aus Revolutionszeiten für Paraden.
Chile
Im Unabhängigkeitskrieg bestand eine patriotische Eliteeinheit namens Húsares de la Muerte („Husaren des Todes“) unter dem Befehl von Manuel Rodríguez Erdoíza. In dieser Tradition steht das Regimiento de Caballería N° 3 “Húsares” („Kavallerie-Regiment Nr. 3 ‚Husaren‘“), das zu den verbliebenen tatsächlich berittenen Kampftruppen der chilenischen Streitkräfte gehört.
Dänemark
Das dänische Gardehusarregimentet, das seit dem 18. Jahrhundert existiert, gilt als das älteste aktive Husarenregiment der Welt.
Frankreich
- 1er régiment de hussards parachutistes (1er RHP). Gegr. 1720, heute stationiert in Tarbes.
- 2e régiment de hussards (2e RH). Gegr. 1735, heute stationiert in Sourdun, Arrondissement Provins.
- 3e régiment de hussards (3e RH). Gegr. 1764, heute stationiert in Metz. Teil der dt.-frz. Brigade.
- 4e régiment de hussards (4e RH). Gegr. 1791, Führungsunterstützungsregiment, heute stationiert in Metz.

Kanada
- 1st Hussars, (Reserve)
- 8th Canadian Hussars (Princess Louise’s), (Reserve)
- The Royal Canadian Hussars (Montreal), (aktiv)
- Sherbrooke Hussars, (Reserve)

Niederlande
- Regiment Huzaren Van Boreel (benannt nach Willem François Boreel), Gegr. 1585 (ehemaligen 4e Regiment Huzaren)

Peru
- Regimiento de Caballería „Glorioso Húsares de Junín“ Nº 1 – Libertador del Perú.

Schweden
- Livregementets husarer. Gegr. 1667.

Vereinigtes Königreich
- The Queen’s Royal Hussars (The Queen’s Own and Royal Irish)
- The King’s Royal Hussars
- 60 (Royal Buckinghamshire Hussars) Signal Squadron

## Husaren im Film

### Dokumentarfilme
- Charge of Hungarian Hussars (Attacke von ungarischen Husaren), USA 1897
- Emperor William as a Hussar (Kaiser Wilhelm als Husar), USA 1902
- Einmarsch und Parade des Husarenregiments Nummer 11 in Krefeld (D 1906)

### Spielfilme
- Der schwarze Husar (D 1915, Regie: Harry Piel)
- Der schwarze Husar (D 1932, Regie: Gerhard Lamprecht)
- Husaren, heraus (D 1937, Regie: Georg Jacoby)
- Die Husaren kommen (BRD 1955, TV, Regie: Hans Richter)
- Viktoria und ihr Husar (D 1931, Regie: Richard Oswald)
- Viktoria und ihr Husar (BRD 1954, Rudolf Schündler)
- Husaren in Berlin (DDR 1971, Regie: Erwin Stranka)
- Husarenballade (Gusarskaya Ballada, UdSSR 1962, Regie: Eldar Alexandrowitsch Rjasanow)
- Die Duellisten (GB 1977, Regie: Ridley Scott, Darsteller: Harvey Keitel)
- Eskadron Gusar Letuchikh (Schwadron der fliegenden Husaren, UdSSR 1980, Regie: Nikita Khubov)
- Der Husar auf dem Dach (F 1995)

Bei Fanfan, der Husar (Frankreich 1952, Regie: Christian-Jaque, Remake Fanfan der Husar (2003)) ist der Titelheld zwar nicht Husar, doch der deutsche Verleih wählte diesen Titel, da das deutsche Publikum in einer Übersetzung des Originaltitels Fanfan la Tulipe (Titel eines populären französischen Soldatenlieds von 1819, dessen Held den Beinamen „Tulpe“ trägt) nur schwer einen Mantel- und Degenfilm erkannt hätte.